# Alicia Duncan
Alicia Duncan (Mendoza, Argentina; 15 de julio de 1929 - Buenos Aires, Argentina; 22 de julio de 2017) fue una cantante argentina melódica y de boleros.

## Carrera
Nacida con el nombre de Lidia Gattari, integró una familia de clase media conformada por María Pucciarelli y Nicolás Gattari, que vivían en la calle Perú, segundo pasaje de la provincia de Mendoza. Su profesora fue Mabel Moreno.
Excelente intérprete de temas melódicos, frecuente presencia en radio y televisión, donde condujo su propio show, El Barcito de Alicia en la década de 1970, en donde servía tragos y cantaba).
Con su sencillo Sola!, junto con el violinista, arreglador, director y compositor, Argentino Galván, fue uno de sus temas más populares en su país.
Dueña de una dulce voz hizo actuaciones en varias emisoras argentinas como Radio El Mundo, Radio Splendid y Radio Belgrano.
En cine trabajó en las películas Cuando los hombres hablan de mujeres (1967), dirigido por Fernando Ayala, con Jorge Salcedo, Jorge Barreiro, Libertad Leblanc, Luis Sandrini y Malvina Pastorino; Digan lo que digan (1969), con dirección y guion de Mario Camus, protagonizada por Raphael, Serena Vergano, Ignacio Quirós, Susana Campos y Darío Víttori.
En 1980 compartió un local en la Boca (Pedro de Mendoza Nº 1427) junto a la cancionista Lucy Miranda, un sitio obligado para artistas e intelectuales, y en el mismo actuó frecuentemente el olvidado Fernando Borel.

## Filmografía
- 1969: Digan lo que digan.
- 1967: Cuando los hombres hablan de mujeres.

## Televisión
- 1977: El barcito de Alicia (o El rinconcito de Alicia).

## Presentaciones
- Maisón Dorée, con Chino Galindo.

## Temas interpretados
- Sola
- Mi tortura
- Nuestra historia
- Sueño de París